# Битка при Трифанум
Битката при Трифанум (на латински: Trifanum) се състои през 339 пр.н.е. между Римската република и латините в рамките на Латинските войни.
Точното местоположение на град Трифанум не е установено. Предполага се, че е до днешния град Казерта в провинция Казерта в регион Кампания.
През 338 пр.н.е. при Трифанум се състои втората битка по време на Латинските войни. Римляните, командвани от консул Тит Манлий Империоз Торкват, побеждават. След победата той убива сина си, който носи същото име, заради неспазване на военни заповеди.
Латинският съюз се разпада.